# Чемпионат и Кубок России по микрофутзалу среди мужских команд
Чемпионат и Кубок России по микрофутзалу среди мужских команд проводятся Федерацией футзала России с 2012 года. В них принимают участие как игроки футзальных коллективов, так и спортсмены, специализирующиеся исключительно на игре 3х3. В последнее время от многоступенчатой формулы микрофутзальные турниры чемпионата и Кубка России перешли к формату выходных дней.

## Призёры чемпионата России 2012—2022
|      | 1 место                                | 2 место                                  | 3 место                                |
| ---- | -------------------------------------- | ---------------------------------------- | -------------------------------------- |
| 2012 | «Ультра» (Кострома)                    | «Золотой ломбард» (Кострома)             | «Ультра»-2 (Кострома)                  |
| 2013 | ФЗК «Касимов»                          | ФЗК «Шилово», (Рязанская область)        | «Гермес» (Чучково,Рязанская область)   |
| 2014 | «Зевс» (Санкт-Петербург)               | ВОХР (Муром)                             | ФЗК «Воскресенск» (Московская область) |
| 2015 | ШАТТ (Шацк)                            | ФЗК «Воскресенск» (Московская область)   | ФЗК «Егорьевск» (Московская область)   |
| 2016 | ШАТТ(Шацк)                             | ФЗК «Воскресенск» (Московская область)   | ФЗК «Егорьевск» (Московская область)   |
| 2017 | ФЗК «Воскресенск» (Московская область) | «Символ» (Курлово, Владимирская область) | «Университет» (Иваново)                |
| 2018 | ФЗК «Воскресенск» (Московская область) | ФЗК «Чучково» (Рязанская область)        | «Отрадное» (Санкт-Петербург)           |
| 2019 | ФЗК «Воскресенск» (Московская область) | ФЗК «Чучково» (Рязанская область)        | ?                                      |
| 2020 | «Гвардеец» (Ковров)                    | ФЗК «Коломна» (Московская область)       | «Строитель» (Купреево)                 |
| 2021 | нет данных (не проводился?)            |                                          |                                        |
| 2022 | СССР (Калуга)                          | "Эксбур" (Коломна)                       | "Спартак-Двуглавый орел" (Москва)      |

## Обладатели и финалисты Кубка России
| Год  | Победитель                             | Финалист                              |
| ---- | -------------------------------------- | ------------------------------------- |
| 2011 | «Динамо-Инталия" (Москва)              | «Гермес» (Чучково, Рязанская область) |
| 2012 | «Универсал» (Касимов)                  | «Ультра»-2 (Кострома)                 |
| 2013 | нет данных                             |                                       |
| 2014 | «Ультра» (Кострома)                    | «Универсал» (Касимов)                 |
| 2015 | ФЗК «Чучково» (Рязанская область)      | «Феникс» (Екатеринбург)               |
| 2016 | ФЗК «Воскресенск» (Московская область) | ШАТТ (Шацк)                           |
| 2017 | «Строитель» (Купреево)                 | «Эверест» (Мезиновский)               |
| 2018 | «Отрадное» (Санкт-Петербург)           | ?                                     |
| 2019 | нет данных                             |                                       |
| 2020 | нет данных                             |                                       |
| 2021 | КПРФ (Коломна)                         | «НПК-Групп» (Санкт-Петербург)         |